# Billy Talent
Billy Talent (antes conocido como Pezz) es una banda de punk rock fundada en 1993, originaria de Toronto (Canadá) conformada por el vocalista Benjamín Kowalewicz, el guitarrista Ian D'Sa, el bajista Jonathan Gallant y el baterista Aaron Solowoniuk. A lo largo de los años han publicado 6 álbumes de estudio, 5 EP y 2 álbumes en directo.

## Biografía
Su primer nombre, Pezz, fue demandado por un grupo que ya lo tenía. Tras la integración de un nuevo bajista adoptaron el nombre Billy Talent, que proviene de un personaje de la novela Hard Core Logo, como dejan claro en su primer álbum del mismo nombre.
El segundo álbum de la banda, Billy Talent II, se publicó en 2006 cuando el grupo ya había alcanzado un sorprendente éxito internacional y habiendo ganado bastantes premios entre ellos el de banda revelación en 2003.
En diciembre de 2008 publican su primer álbum en directo, Billy Talent 666, que contiene 6 temas del audio de tres de sus conciertos en Europa, incluido el festival alemán Rock am Ring, donde tocaron ante más de 85 000 personas. El concierto duró aproximadamente una hora y doce minutos. La banda abrió el concierto con la canción “This Is How It Goes”, su primera canción del álbum “Billy Talent”, y lo cerró con “Red Flag”, que es la segunda canción del álbum “Billy Talent II”.
A mediados de 2008 colaboraron con Anti-flag en la canción "Turn Your Back", cuyas ganancias en ventas fueron destinadas 
a la cruz roja internacional.
Actualmente, es uno de los grupos de mayor proyección y es conocido en todo el mundo. El grupo ha hecho giras con Rise Against, My Chemical Romance y Muse y participado en muchos de los festivales de referencia en todo el mundo.
Billy Talent recibió una considerable cantidad de reconocimientos en Canadá, ganó 6 premios de las 25 nominaciones en los Much Music Video Awards y 6 premios de las 12 nominaciones en los Juno Awards. La banda también ha sido nominada en los MuchMusic Video Awards cada año desde el 2004. 
Las nominaciones han sido en general, Billy Talent ha recibido 16 premios de las 42 nominaciones. La banda también tuvo el lugar n.º 1 en canción de rock del 2009 por la canción "Devil on My Shoulder" eso fue en Much Music's Holiday Wrap, junto con el lugar no. 5 en los 99 mejores vídeos de Much Music por la canción "Fallen Leaves".
El 11 de septiembre de 2012 la banda publicó su cuarto disco de estudio, «Dead Silence», su primer single, «Viking Death March», alcanzó el n.º 3 en las listas canadienses de rock alternativo. El segundo single, «Surprise Surprise», alcanzó el n.º 1 en las mismas listas.

### Estilo
El álbum watoosh! de Pezz es una la mezcla de muchos géneros como ska y punk rock, entre otros.
En 2003, la banda publica el álbum homónimo Billy Talent, que adquirió un sonido más definido con notables influencias 
de fugazi, Jane's Addiction, refused entre otros.[cita requerida]
En 2006, la banda concluye su segundo material discográfico llamado simplemente Billy Talent II. En cuanto a sonido, el álbum es una continuación de su anterior trabajo, aunque en este las canciones adquirieron un sonido más agresivo y líricas más emocionales.[cita requerida]
En 2009, publica el disco llamado Billy Talent III, donde se puede apreciar una evolución del sonido a una atmósfera ligeramente más pesada y a un estilo más propio y personal respecto a sus letras.[cita requerida]
En 2012, la banda publica el disco Dead Silence, que recibió críticas positivas desde su lanzamiento. La mayoría de los críticos elogian el cambio de estilo desde su álbum predecesor.[cita requerida]

## Integrantes
- Benjamín Kowalewicz - Voz (1993-presente)
- Ian D'Sa - Guitarra, coros (1993-presente)
- Jonathan Gallant - Bajo, coros (1993-presente)
- Aaron Solowoniuk - Batería (1993- presente)
- Jordan Hastings - Batería (2016-presente)

## Discografía
Álbumes de estudio
- 2003: Billy Talent
- 2006: Billy Talent II
- 2009: Billy Talent III
- 2012: Dead Silence
- 2016: Afraid of Heights
- 2022: Crisis of Faith

- Wikimedia Commons alberga una categoría multimedia sobre Billy Talent.
- Página oficial (inglés)
- Página de Billy Talent en Myspace
- Página del nuevo disco III

- Datos: Q154815
- Multimedia: Billy Talent / Q154815